# 北歐主義
北歐主義，一種種族主義理論，這是基於斷言北歐人種比其他種族優越的想法。創始人是法國的社會學家約瑟夫·阿瑟·哥比諾。
在十九世紀末至二十世纪初在西欧(尤其是德国)與北美很普遍，對納粹主義有很大影响。
北歐主義被納粹德國採納為官方意識形態，北歐人種也被推崇為優等種族。